# The Primitives (1985)
The Primitives sono una rock band alternative britannica, originaria di Coventry. Nati nel 1985 e formati da Keiron McDermott (voce), PJ Court (nato Paul Jonathan Court) (voce, chitarra), Steve Dullaghan (basso) e Pete Tweedie (batterie). Keiron venne presto sostituita da Tracy Tracy (nata Tracy Cattell in Australia).
La loro carriera subì uno slancio notevole quando il cantante degli Smiths, Morrissey lì nominò come una delle sue band preferite. Dopo il successo del primo album, che li portò alla ribalta con il loro singolo "Crash" (UK Top 5 hit single)  agli inizi del 1988 (raggiungendo anche la Top 3 della Alternative Songs), la loro carriera cominciò a decrescere agli inizi degli anni '90. Si sciolsero nel 1992 in seguito al fallimento commerciale del loro ultimo album Galore, nel 1991. I loro maggiori rivali all'interno di quella che fu chiamata la scena blonde pop erano i  Transvision Vamp e i The Darling Buds, entrambi caratterizzati dallo stesso sound e look da parte dei membri del gruppo.
I Primitives emersero dalla scena indipendente inglese della metà degli anni '80, della quale facevano parte, tra gli altri, anche i The Jesus and Mary Chain, Primal Scream, My Bloody Valentine, i Soup Dragons e i Wedding Present.
Tutti questi gruppi condividevano la passione per la melodia, gli anni sessanta, l'influenza delle chitarre veloci in stile Ramones e la sensibilità pop tipica dei Buzzcocks e degli Orange Juice.
Il bassista Steve Dullaghan è morto a Coventry il 4 febbraio 2009. La triste circostanza diede comunque al gruppo la spinta per riprendere a suonare insieme. Dopo un primo EP intitolato Never Kill A Secret nel 2011, furono pubblicati due nuovi album: Echoes and Rhymes nel 2012 e Spin-O-Rama nel 2014. Parallelamente, i Primitives ripresero a suonare dal vivo con il bassista Raph Moore e, dal 2020, nuovamente con Paul Sampson.

## Discografia
| Anno | Album      |    |
| ---- | ---------- | -- |
| 1988 | Lovely     | 6  |
| 1989 | Lazy 86-88 | 73 |
| 1989 | Pure       | 33 |
| 1991 | Galore     | -  |

Successivamente allo scioglimento del gruppo, furono pubblicate alcune raccolte:
- Bombshell - The Hits & More (1994)
- Best of The Primitives (1996)
- Bubbling Up - BBC Sessions (1998)
- Thru the Flowers - The Anthology (2004)
- Buzz Buzz Buzz (2005)
- The Best of The Primitives (2005)
- Buzz Buzz Buzz - Complete Lazy Recordings (2006)

## Singoli
| Anno | Titolo                | Posizione in classifica | Posizione in classifica | Album            |
| Anno | Titolo                | UK                      | US Alt. Songs           | Album            |
| 1986 | "Really Stupid"       | -                       | -                       | Lazy (86-88)     |
| 1987 | "Stop Killing Me"     | -                       | -                       | Lovely           |
| 1987 | "Thru the Flowers"    | -                       | -                       | Lovely           |
| 1988 | "Crash"               | #5                      | #3                      | Lovely           |
| 1988 | "Out of Reach"        | #25                     | -                       | Lovely           |
| 1988 | "Way Behind Me"       | #36                     | #8                      | Pure             |
| 1989 | "Sick of It"          | #24                     | #9                      | Pure             |
| 1989 | "Secrets"             | #49                     | #12                     | Pure             |
| 1991 | "You Are the Way"     | #58                     | -                       | Galore           |
| 1991 | "Earth Thing"         | -                       | -                       | Galore           |
| 1995 | "Crash - the '95 Mix" | -                       | #33                     | non-album single |